# Conseil de la Musique

En Belgique francophone, le Conseil de la Musique a été créé en 1981,. Il s’agit d’une association sans but lucratif dont l’objectif est d’informer et conseiller, mais aussi d’assurer la promotion du secteur musical de la Fédération Wallonie-Bruxelles. Son siège social est à Bruxelles. Depuis 1985, c’est notamment lui qui est chargé de l’organisation et de la coordination de la Fête de la Musique à Bruxelles et en Wallonie.

## Origines
C’est le 25 juin 1981, que le Conseil de la Musique de la Communauté française Wallonie-Bruxelles a été créé. Cela s’est fait à l’initiative du Ministère de la Culture,. À l'époque, la présidence de celui-ci a été confiée au musicologue Robert Wangermée, aujourd'hui décédé. Depuis 2008, Claire Monville dirige le Conseil de la Musique. Sur la scène internationale, notamment auprès du Conseil International de la Musique de l'UNESCO ou du Conseil Européen de la Musique, le Conseil de la Musique représente la Fédération Wallonie-Bruxelles.

## Missions
Informer, conseiller et assurer la promotion du secteur musical sont les principales missions du Conseil de la Musique. Celui-ci travaille principalement pour les professionnels de la musique, mais également pour tous les amateurs de musique et les mélomanes, et ce dans tous les types de musique.
Le Conseil de la Musique organise et coordonne à travers toute la Wallonie et Bruxelles la Fête de la Musique. Celle-ci a lieu autour du 21 juin et ce depuis 1985,. Celle-ci a pris une dimension internationale et transcontinentale.
Le Conseil de la Musique est également à la base de diverses initiatives qui permettent de mettre en avant des artistes émergents et en voie de professionnalisation, comme le concours Du F. dans le texte. A travers son service Musiscope, il organise également de nombreuses journées d’information, mais également un secteur consacré à la pédagogie (GRiAM).
Dans ses missions, le Conseil de la Musique est également l'auteur de plusieurs publications. Il publie notamment le magazine Larsen, ainsi qu’une revue, Orphée Apprenti, consacrée à la pédagogie musicale.
L’Intégrale de la Musique (idlm), base de données reprenant un maximum d’informations sur le secteur musical en Fédération Wallonie-Bruxelles, est également une production du Conseil de la Musique.
Mis sur pied par la RTBF (Radio Télévision Belge Francophone), les DMA - D6bels Music Awards ont pour objectif de récompenser annuellement les artistes ayant marqué l'année. Le Conseil de la Musique en est partenaire.
Le Conseil de la Musique gère la Maison des Musiques depuis 1999. Il s’agit d’un lieu d'accueil de différentes institutions musicales de la Fédération Wallonie-Bruxelles.

## Infrastructure
Le Conseil de la Musique est installé à la Maison des Musiques, en plein cœur de Bruxelles. Ce bâtiment abrite ses bureaux, ainsi que différentes institutions musicales de la Fédération Wallonie-Bruxelles.
La Maison des Musiques dispose d'une salle de réunions et d'une salle de concerts équipée qui sont mises à disposition du secteur musical.
La Maison des Musiques est également un lieu de rencontre entre les artistes et le public. Concerts, conférences et showcases y sont en effet organisés périodiquement. En outre, le bâtiment offre un espace de résidence pour les artistes de la Fédération Wallonie-Bruxelles.

## Productions

### Fête de la Musique
En Belgique, la Fête de la Musique est organisée depuis 1985. C’est le Conseil de la Musique qui coordonne celle-ci. Organisée chaque année autour du 21 juin, la Fête de la Musique est un événement incontournable en Fédération Wallonie-Bruxelles. Des milliers de personnes célèbrent chaque année le premier jour de l'été et l'ouverture de la saison des festivals.

### Concours du F. dans le texte
Le concours Du F. dans le texte s’est fait un nom sous l’abréviation DFDT. Par le passé, le concours se déroulait sous l'appellation "Musique à la française".  Il s’agit d’un tremplin pour les artistes et groupes, amateurs ou semi-professionnels, résidant en Fédération Wallonie-Bruxelles qui est organisé chaque année par le Conseil de la Musique. Ceux-ci doivent également avoir un répertoire francophone en musiques actuelles (hip-hop, chanson, rock, pop, jazz, électro, reggae, etc.).  Il n’y a pas de limite d’âge ni de catégories. Le concours a notamment permis de révéler des talents comme Veence Hanao, Glauque, JeanJass, Judith Kiddo, Atome, Été 67, James Deano, Scylla ou RIVE.
Le concours a pour objectif de soutenir la création musicale en Fédération Wallonie-Bruxelles, en mettant des outils professionnels à disposition des participants et en soutenant les lauréats de chaque édition. Le lauréat reçoit un accompagnement de son projet en vue de la professionnalisation de sa démarche artistique, mais également l’enregistrement d’un E.P. promotionnel, du « coaching », des moyens financiers et de nombreuses prestations scéniques sur les scènes de la Fédération Wallonie-Bruxelles.

### Base de données - Intégrale de la Musique
L'Intégrale de la Musique (IDLM) est un portail web mis en ligne en mars 2017. Celui-ci a pour objectif de répertorier tous les acteurs et intervenants du secteur musical en Fédération Wallonie-Bruxelles. Ces données sont classées en plusieurs catégories (artistes, scène, formation, équipement, etc.) réparties en sous-catégories plus spécifiques.
L'Intégrale de la Musique est une base de données évolutive et accessible gratuitement.

### Concerts - Pas Si Classique
Pas Si Classique est un cycle de concerts consacré à la jeune génération d'artistes pratiquant la musique classique et contemporaine. Celui-ci est organisé en collaboration avec Chamber Music for Europe. Un mardi par mois, le Conseil de la Musique programme à la Maison des Musiques un concert intimiste où musiciens et public peuvent se rencontrer et dialoguer. L’objectif est de rendre la musique accessible à tous.

### Concerts - Label Night

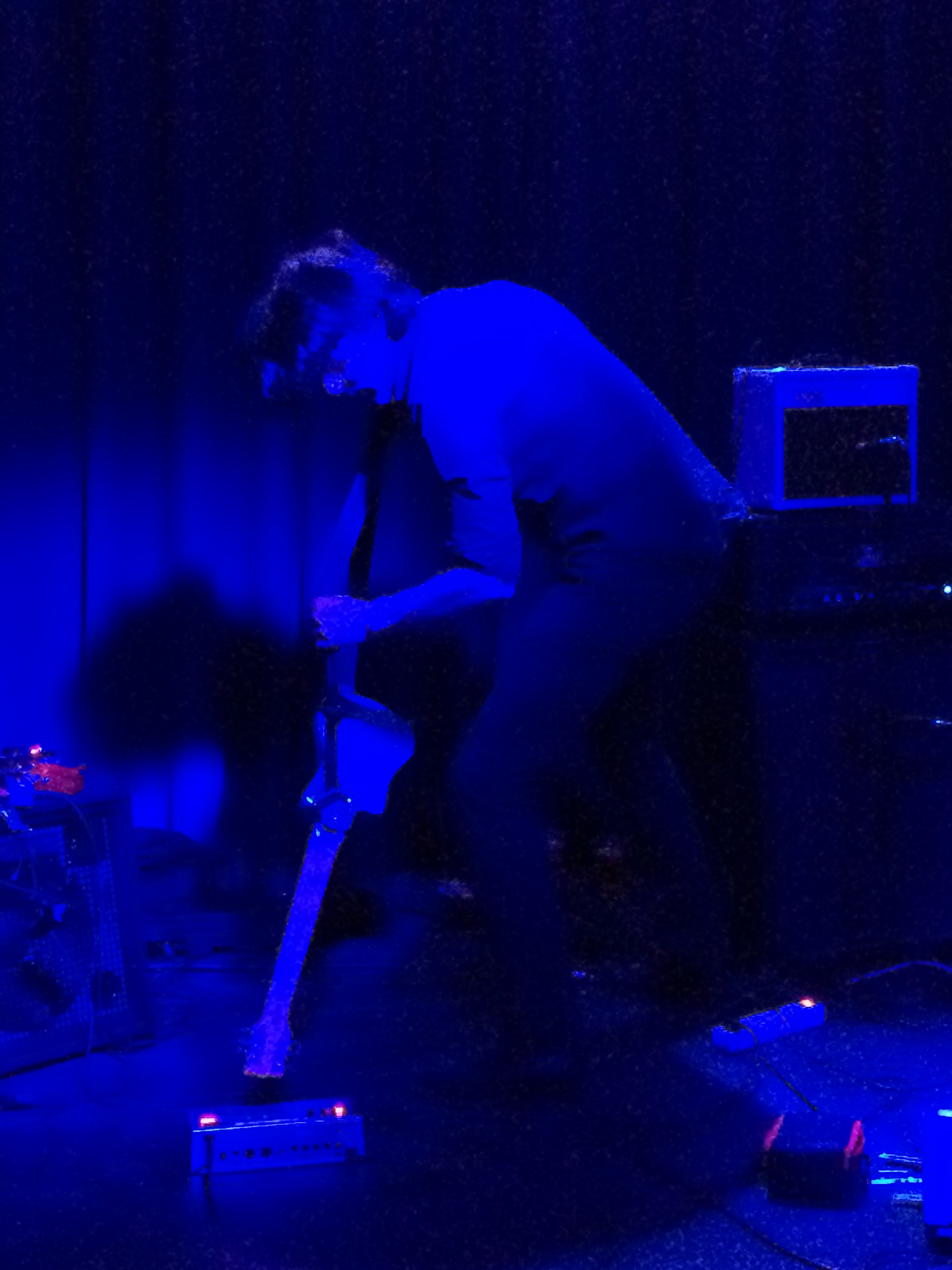
Mauro Pawlowski en concert lors de la Label Night Luik Records, en avril 2017.

Dédiées à de jeunes structures et à des labels indépendants, les labels nights sont des soirées qui donnent au public l'opportunité de découvrir depuis les premières loges la création en Fédération Wallonie-Bruxelles.

### Résidences
De nombreuses résidences sont organisées dans la salle de concert de la Maison des Musiques. L’objectif est de soutenir les artistes de la Fédération Wallonie-Bruxelles professionnels ou en phase de professionnalisation. Désireux de peaufiner un set avant une tournée ou un enregistrement, ceux-ci peuvent disposer d’un matériel approprié et du personnel compétent.

## Publications
Auteur de nombreuses publications, magazines, guides et études, le Conseil de la Musique veut informer tous les publics sur les multiples facettes de l'histoire, l'évolution et l'actualité du monde musical en Fédération Wallonie-Bruxelles.

### Larsen
Larsen est un magazine qui s'intéresse à l'actualité musicale en Fédération Wallonie-Bruxelles. La publication met en valeur tous les styles musicaux, du classique au contemporain en passant par le jazz, l’électro, le hip-hop, le rock ou la chanson. On y retrouve, entre autres, des interviews, des chroniques, des articles de décryptage du milieu musical en Fédération Wallonie-Bruxelles.
Le magazine paraît cinq fois par an et est tiré à 5000 exemplaires. Il est disponible gratuitement. Fin 2020, le magazine renouvelle sa maquette et ses principales rubriques.
Depuis fin 2020, Larsen est également présent en ligne.

### Orphée Apprenti
Depuis 2009, le Conseil de la Musique a repris la publication d'une revue de pédagogie musicale : Orphée Apprenti. Autrefois disponible en version papier, cet ouvrage est aujourd'hui disponible sur le site du Conseil de la Musique, en accès libre, en version numérique, au format PDF.

## Formation et Recherche

### Musiscope
Outil d'information au service des professionnels du secteur musical, Musiscope propose des journées d'information, de conseils et d'échanges. Celles-ci sont axées sur la pratique et les enjeux des métiers de la musique. Elles abordent notamment les problèmes rencontrés par les musiciens professionnels ou aspirant à le devenir, dans les différents genres musicaux pratiqués.
Musiscope veut répondre aux attentes du secteur musical par une information ou une guidance, soit lors de journées d'information, soit via des conseils personnalisés. 

### GRiAM
Le GRiAM est le Groupe de Réflexion international sur les Apprentissages de la Musique. Celui-ci a été lancé en 2009 et a pour objectif la stimulation de la recherche et la réflexion dans le domaine de la pédagogie musicale.
C’est notamment le GRIAM qui assure la publication d’Orphée Apprenti. Celui-ci est construit autour de trois thématiques générales : l’enseignement général, l’enseignement “spécialisé” (académie et conservatoire) et la recherche.

## Partenariats
Le Conseil de la Musique entretient de nombreux liens avec les acteurs du paysage musical de la Fédération Wallonie-Bruxelles. Ces connexions se retrouvent au cœur de différentes initiatives.

### Scivias
Lancée en 2019 par différentes institutions publiques du secteur musical, Scivias veut encourager une plus grande représentation des femmes (ou se considérant comme telles) dans le secteur musical. Dans sa structure fondatrice, on retrouve notamment le Conseil de la Musique, mais aussi Wallonie-Bruxelles Musiques, le Service des Musiques de la Fédération Wallonie-Bruxelles, Court-Circuit, le Studio des Variétés Wallonie-Bruxelles, le Botanique et le Facir.

### Le Studio des Variétés Wallonie-Bruxelles
Émanation du Studio des Variétés de Paris créé en 1984, le Studio des Variétés Wallonie-Bruxelles est un outil artistique et pédagogique dont le but est d’accompagner les groupes et les artistes de musiques actuelles de Wallonie et de Bruxelles. Via cette initiative, ils reçoivent un soutien artistique professionnel via des résidences de coaching scénique, des formations diverses, des cours de chants, des coachings "interview" et de préparation aux médias, de perfectionnement d'anglais, etc.
Le Studio des Variétés Wallonie-Bruxelles a été créé en 2012, sous l’impulsion notamment du Conseil de la Musique.

### Festival Francofaune
Chaque année, le festival Francofaune met à l’honneur la chanson française (et ses dérivés). Depuis ses débuts, le Conseil de la Musique soutient l’initiative.

### Festival Kidzik
Le Kidzik est un festival musical organisé, chaque année, à l'attention des petites oreilles. Tourné vers le jeune public, cet événement propose des concerts, de nombreux ateliers et des animations. Toutes ces activités sont mises en place en partenariat avec des lieux et structures de la Fédération Wallonie-Bruxelles, dont la Maison des Musiques.  
Initialement organisé à Louvain-la-Neuve, à  la Ferme du Biéreau, le festival a fêté ses 10 ans en 2019. Pendant le festival, de nombreux spectacles sont présentés en Wallonie et à Bruxelles. Le Conseil de la Musique y prend part en proposant plusieurs concerts à la Maison des Musiques. Durant le Kidzik, les enfants de 0 à 12 ans peuvent ainsi profiter de la musique sous toutes ses formes. 

### Festival VKRS
VKRS (pour Video Killed the Radio Star) est un festival bruxellois dédié aux clips musicaux. Au cours de cet événement, vidéastes, musiciennes et musiciens se retrouvent pour découvrir sur grand écran les meilleurs clips musicaux de l'année écoulée. Le Conseil de la Musique soutient l'initiative depuis la création du festival VKRS, en 2019.